# Шекли, Джеймс
Джеймс Шекли (англ. James Sheakley; 24 апреля 1829, Шекливилл, Пенсильвания, США — 10 или 11 декабря 1917, Гринвилл, Пенсильвания, США) — американский политический деятель, член Демократической партии США. Четвёртый губернатор округа Аляска, занимал пост в период с 1893 по 1897 год. Являлся членом Палаты представителей США от штата Пенсильвания в 1875—1877 годах.

## Биография
Джеймс Шекли родился 24 апреля 1829 года в семье Моисея и Сюзанны (в девичестве Лимбер, англ. Limber) Шекли в Шекливилле (штат Пенсильвания). Получил начальное и общее образование в родном городе, продолжал обучение в академии Мидвилла. Шекли получил профессию столяра-краснодеревщика, однако после обучения работал учителем в сельских школах.
Начало Калифорнийской золотой лихорадки в конце 1840-х годов побудило Шекли отправиться на запад. Прибыв в Сан-Франциско 2 февраля 1852 года, Джеймс три года трудился в качестве шахтёра на месторождениях золота. 25 декабря 1855 года, после возвращения в Пенсильванию, женился на Лидии Лонг. В браке родились трое детей: две дочери, умершие в детстве, и сын, доживший до совершеннолетия.
После женитьбы Шекли переехал в Гринвилл, а в 1860 году основал предприятие по производству галантерейных товаров. Затем, с началом нефтяной лихорадки в Пенсильвании, он сменил отрасль на нефтяную промышленность.

### Начало карьеры
Шекли продолжал заниматься предпринимательской деятельностью в сфере нефтяной промышленности вплоть до 1874 года. В 1875 году, несмотря на традиционное большинство республиканцев в регионе, был избран от Демократической партии в качестве представителя 26-го избирательного округа Пенсильвании в Палате представителей США. На посту депутата Шекли выступал за принятие законодательства, блокирующего использование скидок на грузовые сборы при перевозке нефтепродуктов с использованием железнодорожного транспорта; лоббировал выделение средств на расширение Бюро образования. В 1876 году, в период проведения президентских выборов, Шекли возглавил группу депутатов-филибастеров, блокировавших законопроект о признании победы Ратерфорда Хейса. На перевыборах в 1876 году потерпел поражение и оставил свой пост.

### Аляска
23 июня 1887 года по рекомендации министра внутренних дел США Луция Ламара Джеймс Шекли был назначен на пост комиссара Соединённых Штатов по округу Аляска (эквивалент судьи окружного суда США). 9 августа 1887 года, после прибытия в город Врангель и вступления в должность, обязанности Шекли были расширены: он был назначен на должность управляющего школами юго-восточной Аляски. В 1888 году был принят в коллегию адвокатов Аляски.
В 1892 году Шекли стал одним из двух делегатов от округа Аляска на съезде Демократической партии в Чикаго. Исследователи отмечают, что именно голоса делегатов Аляски стали решающими для выдвижения Гровера Кливленда на президентских выборах 1892 года.
В 1893 году президент Гровер Кливленд назначил Джеймса Шекли на должность губернатора округа Аляска. Шекли приступил к исполнению обязанностей губернатора 18 июня 1893 года, сменив на посту Лаймана Наппа, и сложил полномочия 23 июня 1897 года после вступления в должность Джона Брейди.